# Metacha Mnata
Metacha Boniphace Mnata (ur. 25 listopada 1998 w Dodomie) – tanzański piłkarz grający na pozycji bramkarza. Od 2019 jest zawodnikiem klubu Young Africans SC.

## Kariera klubowa
Swoją karierę piłkarską Mnata rozpoczął w klubie Azam FC. W 2017 roku zadebiutował w nim w tanzańskiej pierwszej lidze. W debiutanckim sezonie wywalczył wicemistrzostwo Tanzanii. W sezonie 2018/2019 najpierw grał w Prisons FC, a następnie w Mbao FC. W 2019 przeszedł do Young Africans SC. W sezonach 2019/2020 i 2020/2021 wywalczył z nim dwa wicemistrzostwa kraju, a w sezonie 2021/2022 został mistrzem.

## Kariera reprezentacyjna
W reprezentacji Tanzanii Mnata zadebiutował 16 czerwca 2019 roku w zremisowanym 1:1 towarzyskim meczu z Zimbabwe, rozegranym w Kairze. W 2019 roku powołano go do kadry na Puchar Narodów Afryki 2019. Był w nim rezerwowym bramkarzem i nie rozegrał żadnego meczu.